# 宇山清太郎
宇山 清太郎（うやま せいたろう）は、日本の作詞家。

## 主な作詞作品
- 相原ひろ子
  - 「助六模様」
- 瀬川瑛子
  - 「涙の影法師」（1967年）
  - 「ゆきずり港」（1976年）
- 殿さまキングス
  - 「女のいきがい」
- 夏夕介
  - 「涙が燃えて」
- 原大輔
  - 「つらいけど」
  - 「みぞれ雨」
- 半田浩二
  - 「日暮里挽歌」（2009年）
  - 「俺のヨコハマ」（2011年）
  - 「三ノ輪橋」（2014年）
- 藤田絵美子
  - 「さよならさざんか」
- 山田太郎
  - 「明日に向かって美しく」

## 校歌
- 鶴ヶ島市立西中学校

| スタブアイコン | サブスタブ | この項目は、まだ閲覧者の調べものの参照としては役立たない、音楽関係者（バンド等）に関連した書きかけの項目です。この項目を加筆・訂正などしてくださる協力者を求めています（P:音楽/PJ:芸能人）。 |